# Conacul Hatfaludy din Hida

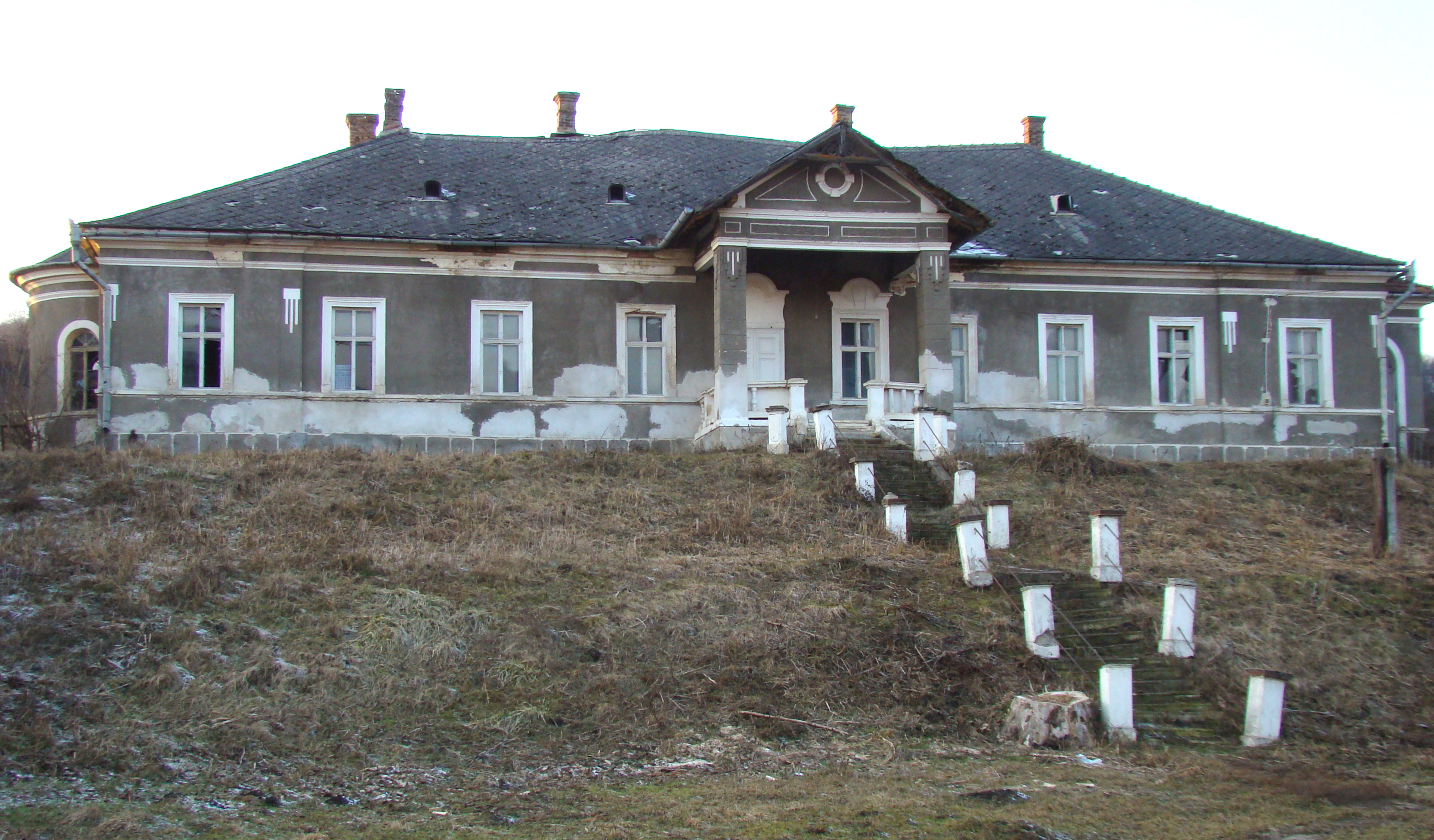
Conacul Hatfaludy din Hida (decembrie 2008)

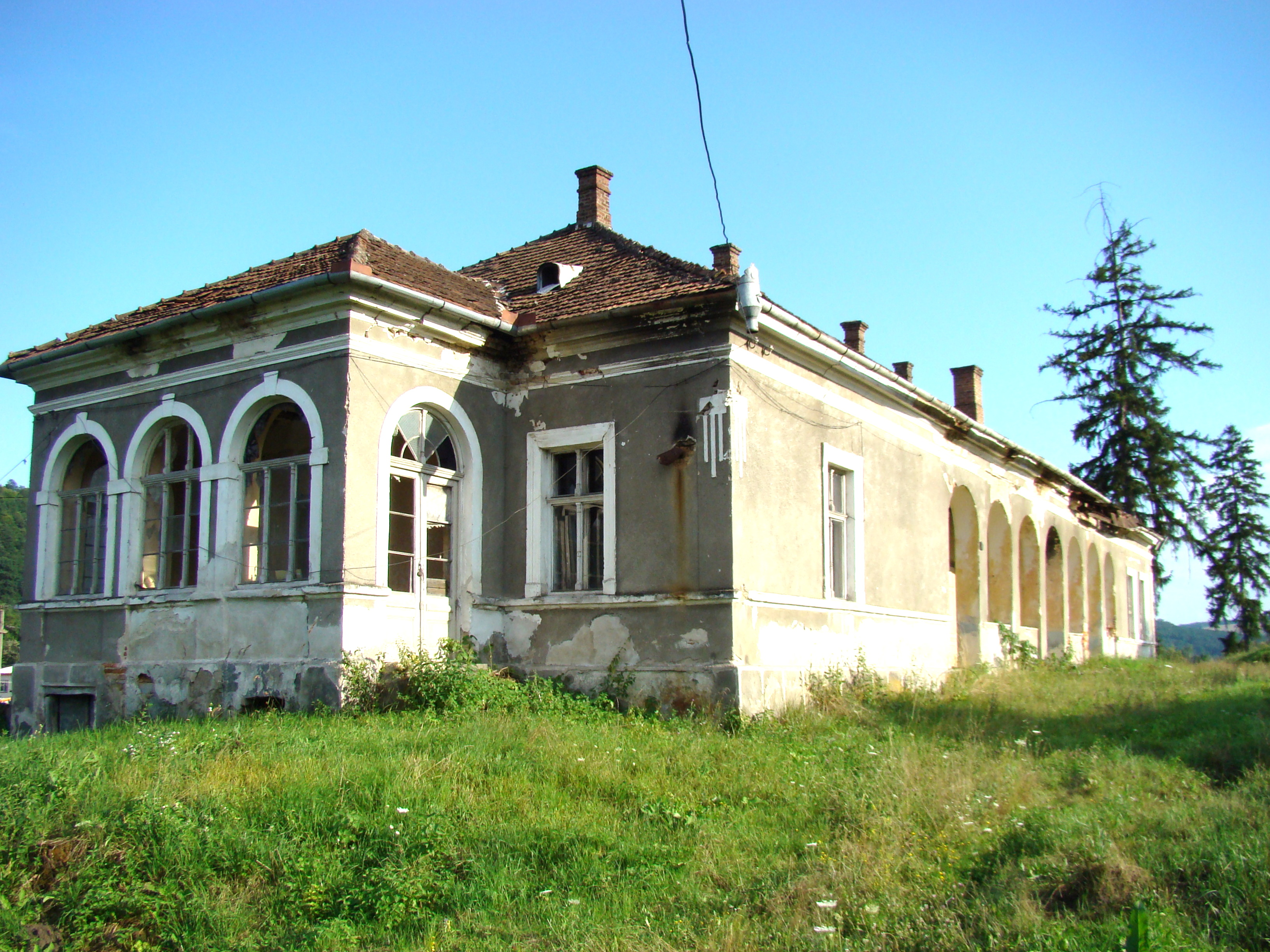
Conacul Hatfaludy din Hida (august 2014)

Conacul Hatfaludy este o construcție de tip conac, reprezentativă stilului eclectic, din Hida, județul Sălaj. Acesta este înscris pe lista monumentelor istorice din județul Sălaj, elaborată de Ministerul Culturii și Patrimoniului Național din România în anul 2015 (cod LMI SJ-II-a-B-05061).

## Localitatea
Hida (în maghiară Hidalmás, în idiș הידאלמאש), este satul de reședință al comunei cu același nume din județul Sălaj, Transilvania, România. A fost menționat pentru prima dată în anul 1298.

## Istoric și trăsături
Conacul Hatfaludi este situat în partea stângă a drumului principal, la intrarea în localitate dinspre Huedin. A fost construit în secolul XIX, de familia Hatfaludy pentru fiul lor István.
După naționalizare clădirea a devenit sediul IAS.
După retrocedarea sa către moștenitorii familiei Hatfaludy, a fost vândut unei societăți private, care intenționa dezvoltarea unei stațiuni pentru agreement și sport prin amenajarea unui teren de golf destinat profesioniștilor. Demersurile nu au avut nici o finalitate, conacul fiind supus în continuare degradării: învelitoarea acoperișului este distrusă și permite pătrunderea apei pluviale și accelerarea distrugerii elementelor structurale, grinzile de lemn ale tavanului imobilului au căzut, planșeul este spart, pereții prezintă fisuri, spărturi și exfolieri ale tencuielii.

## Imagini

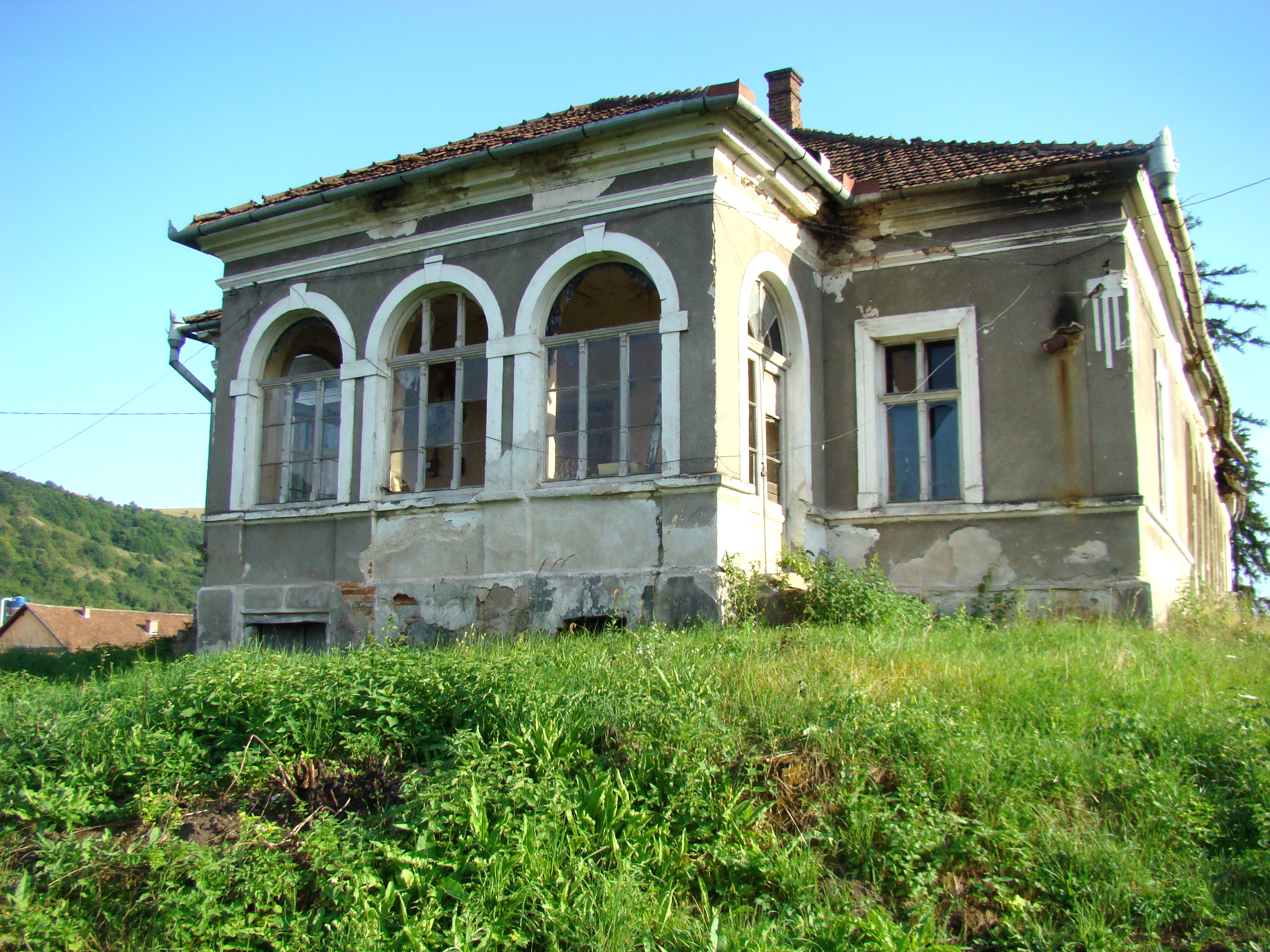
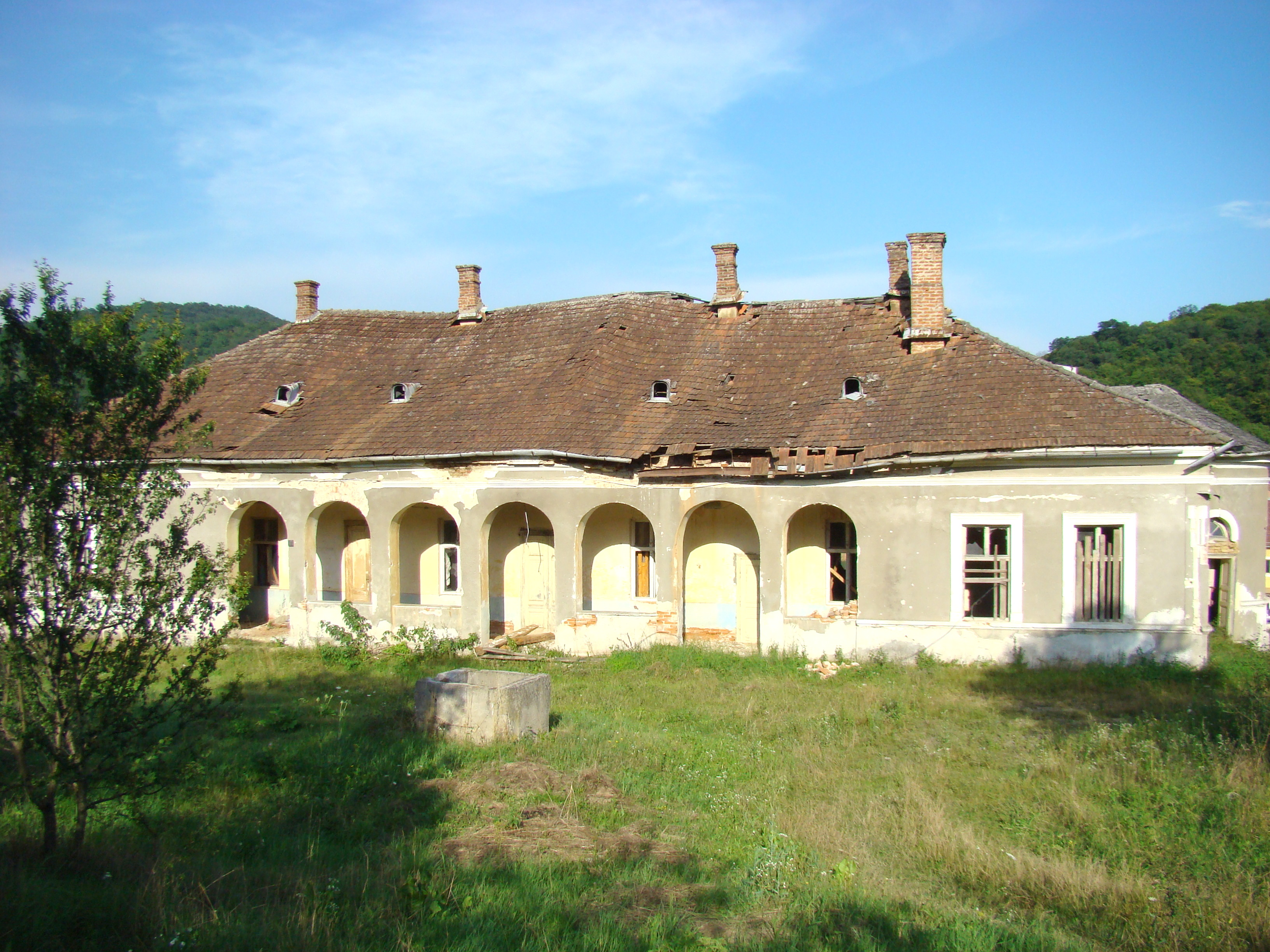
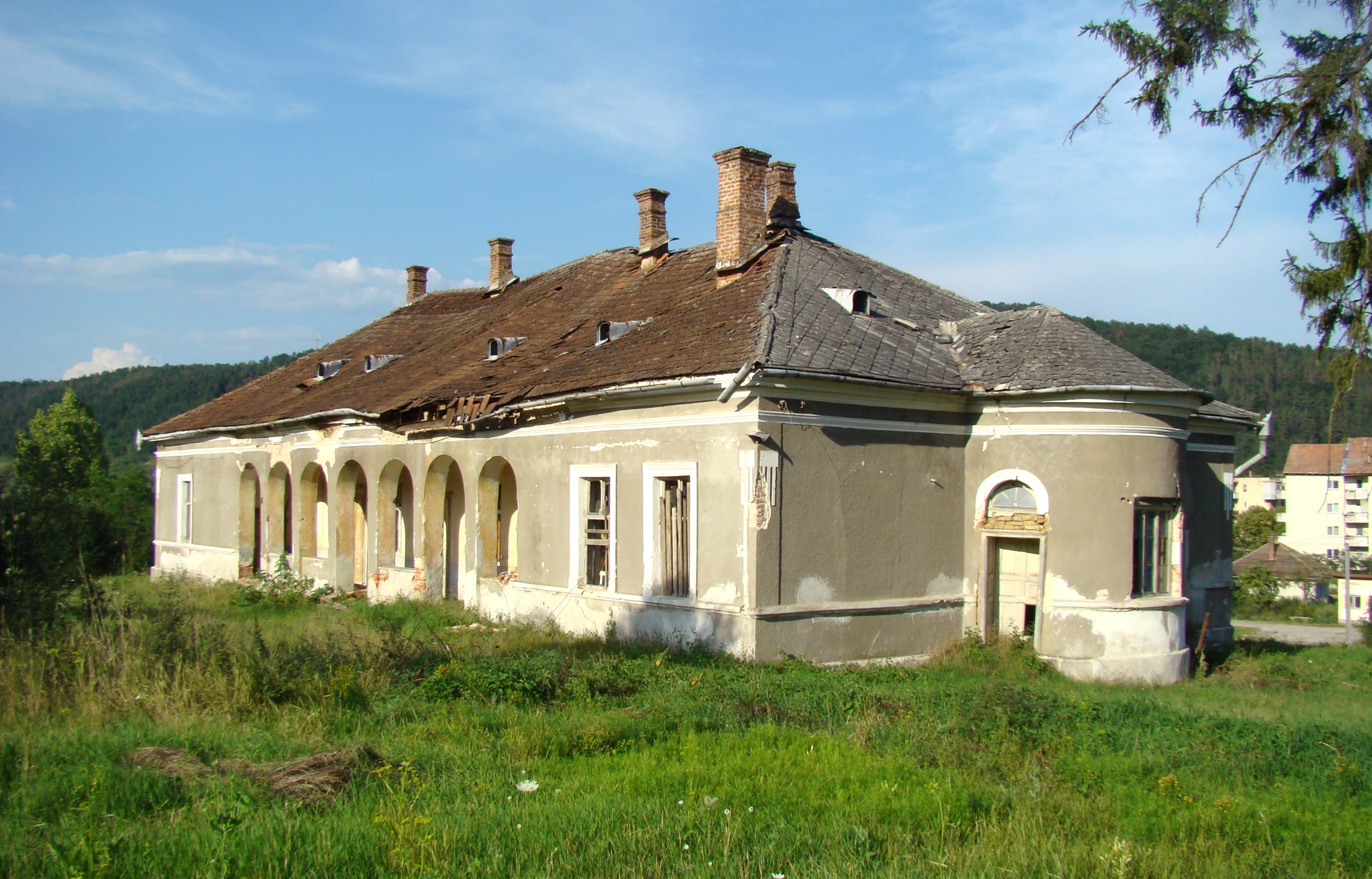
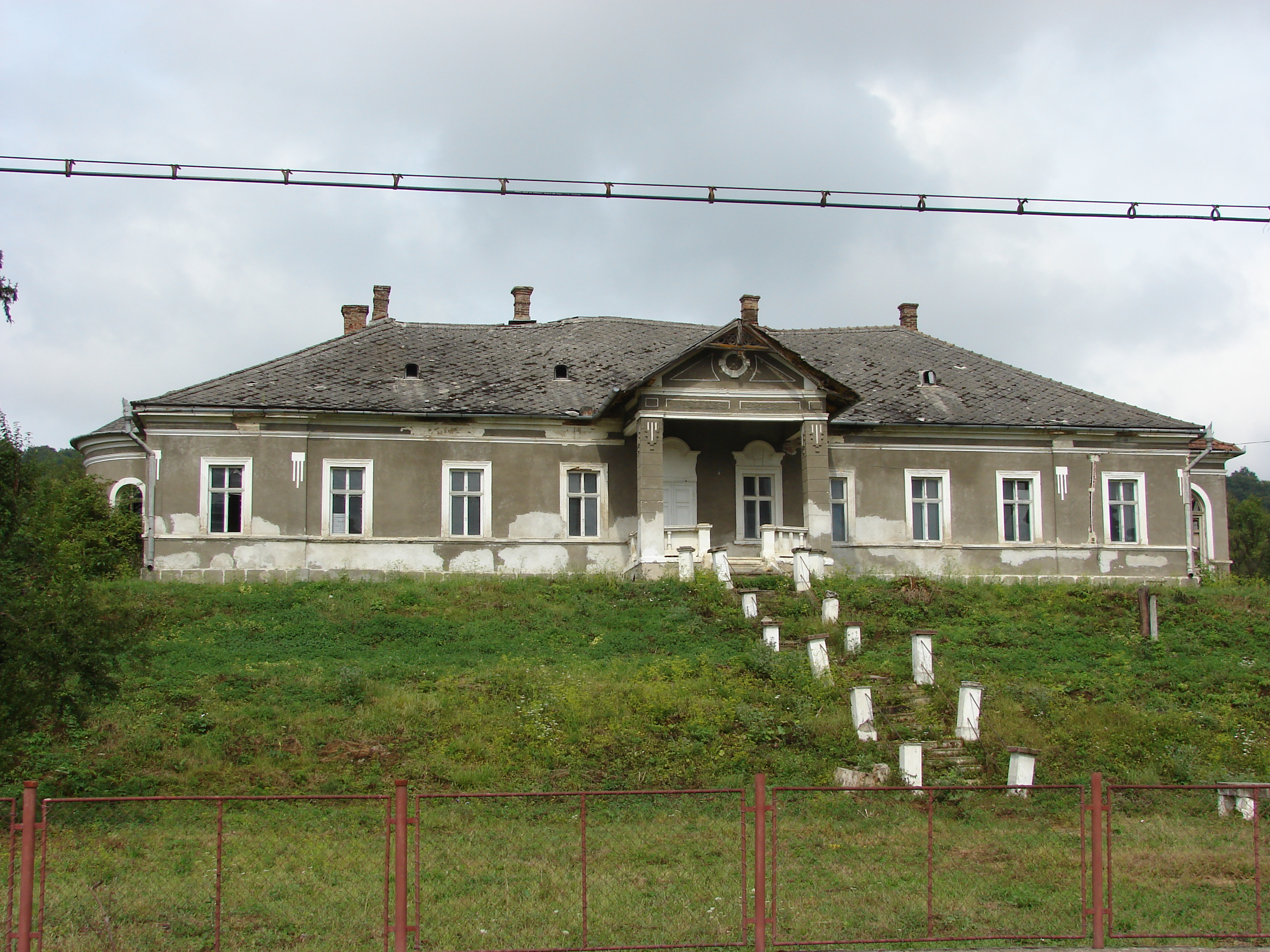
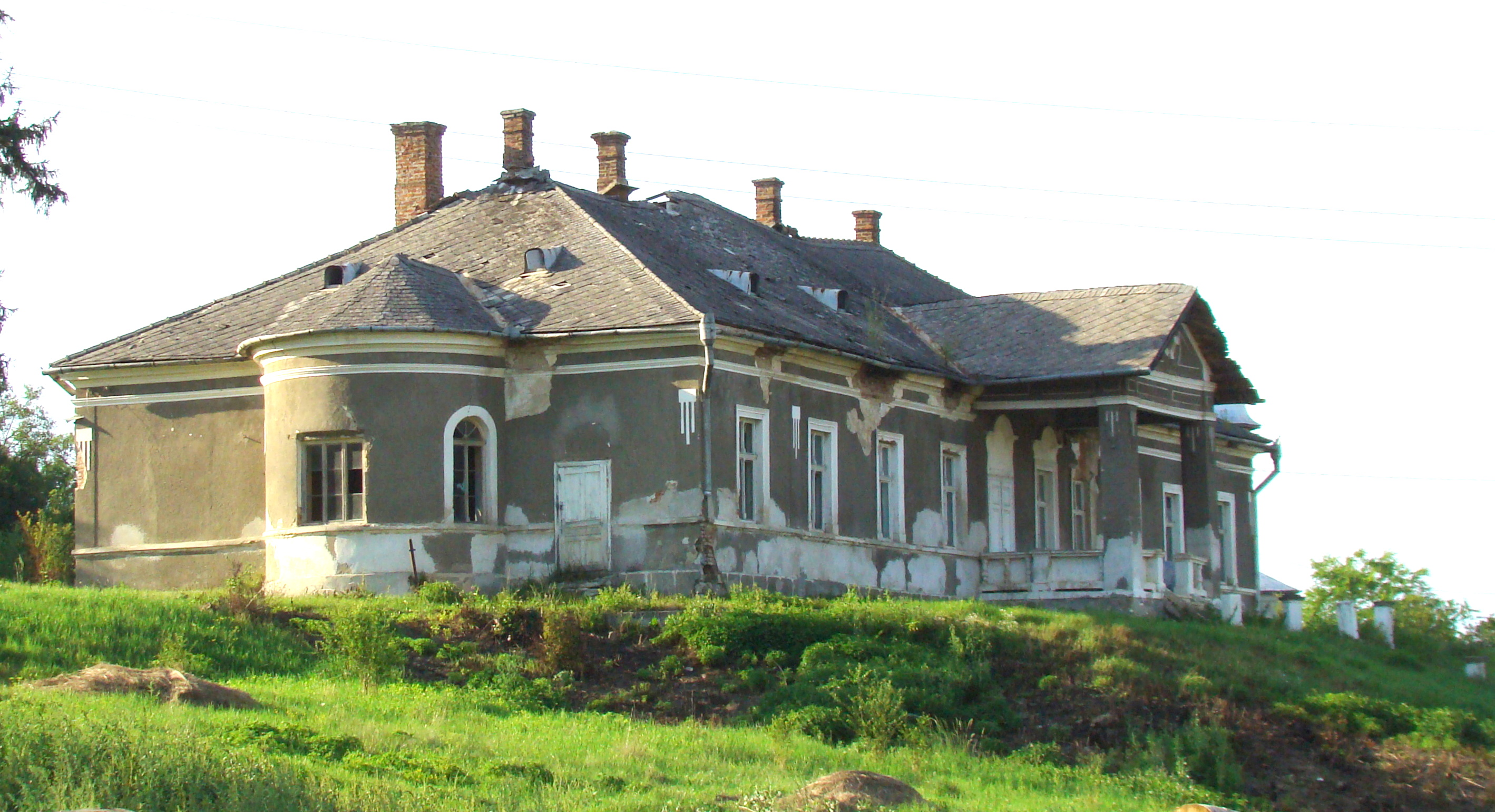
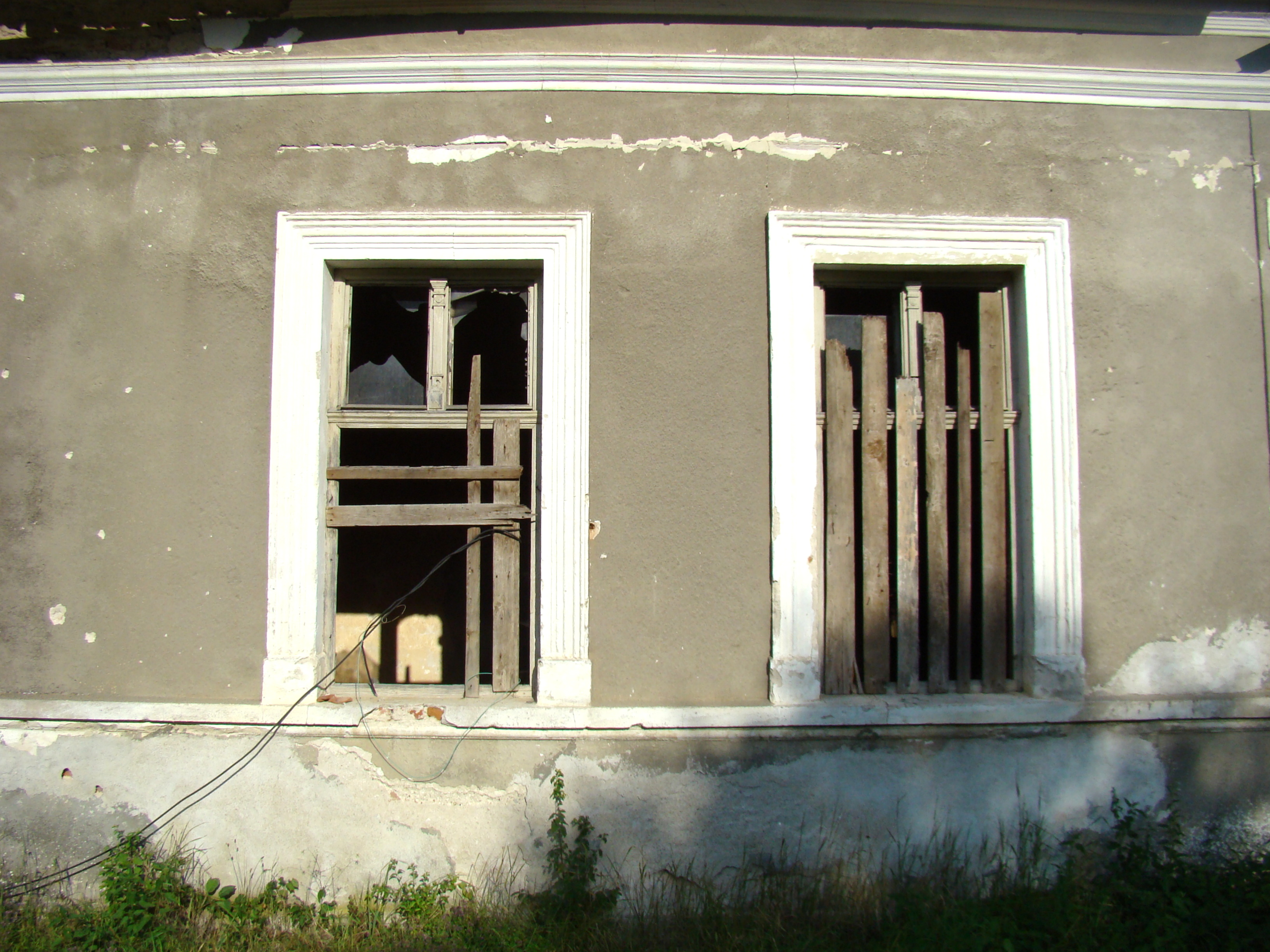
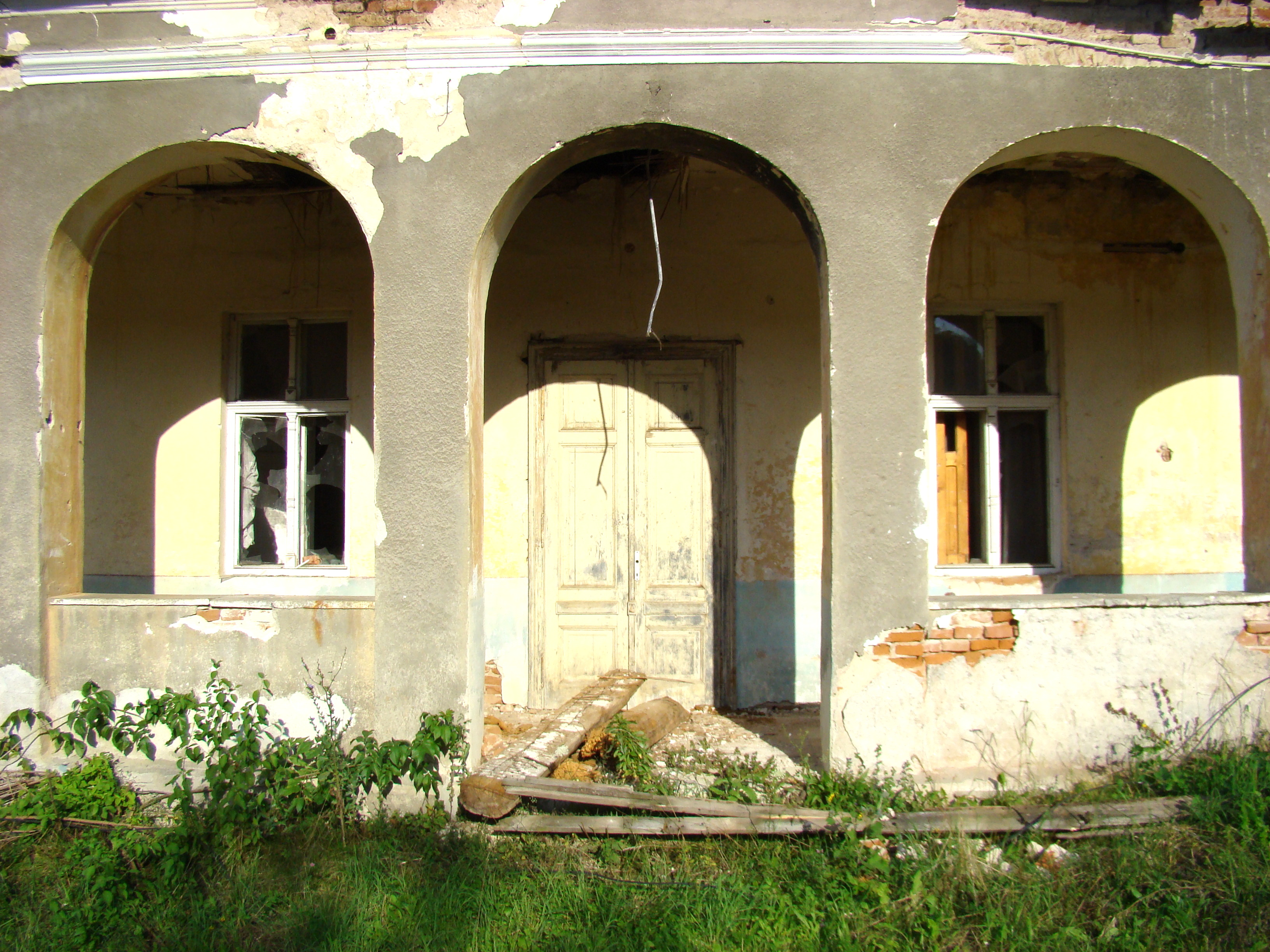
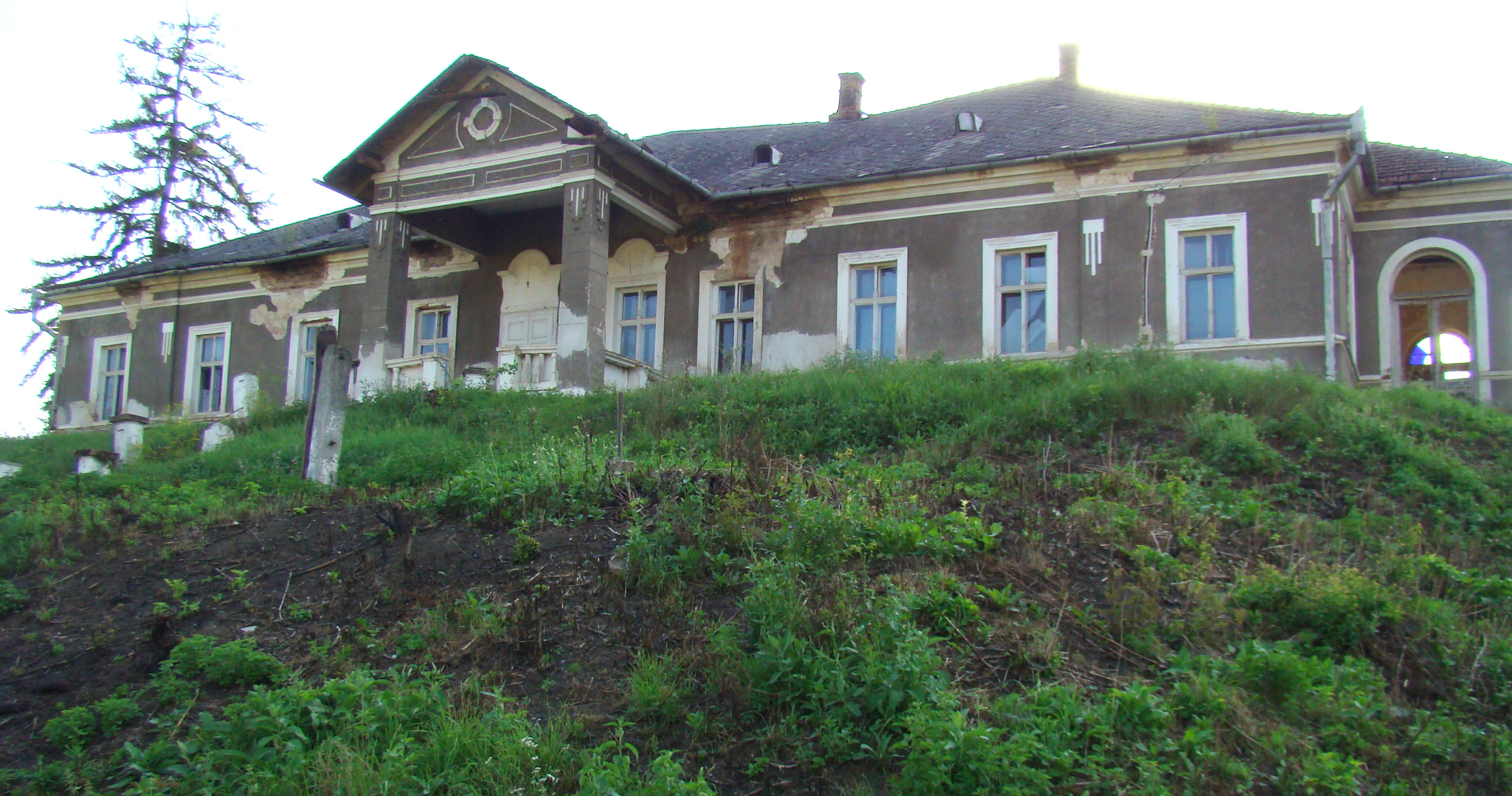
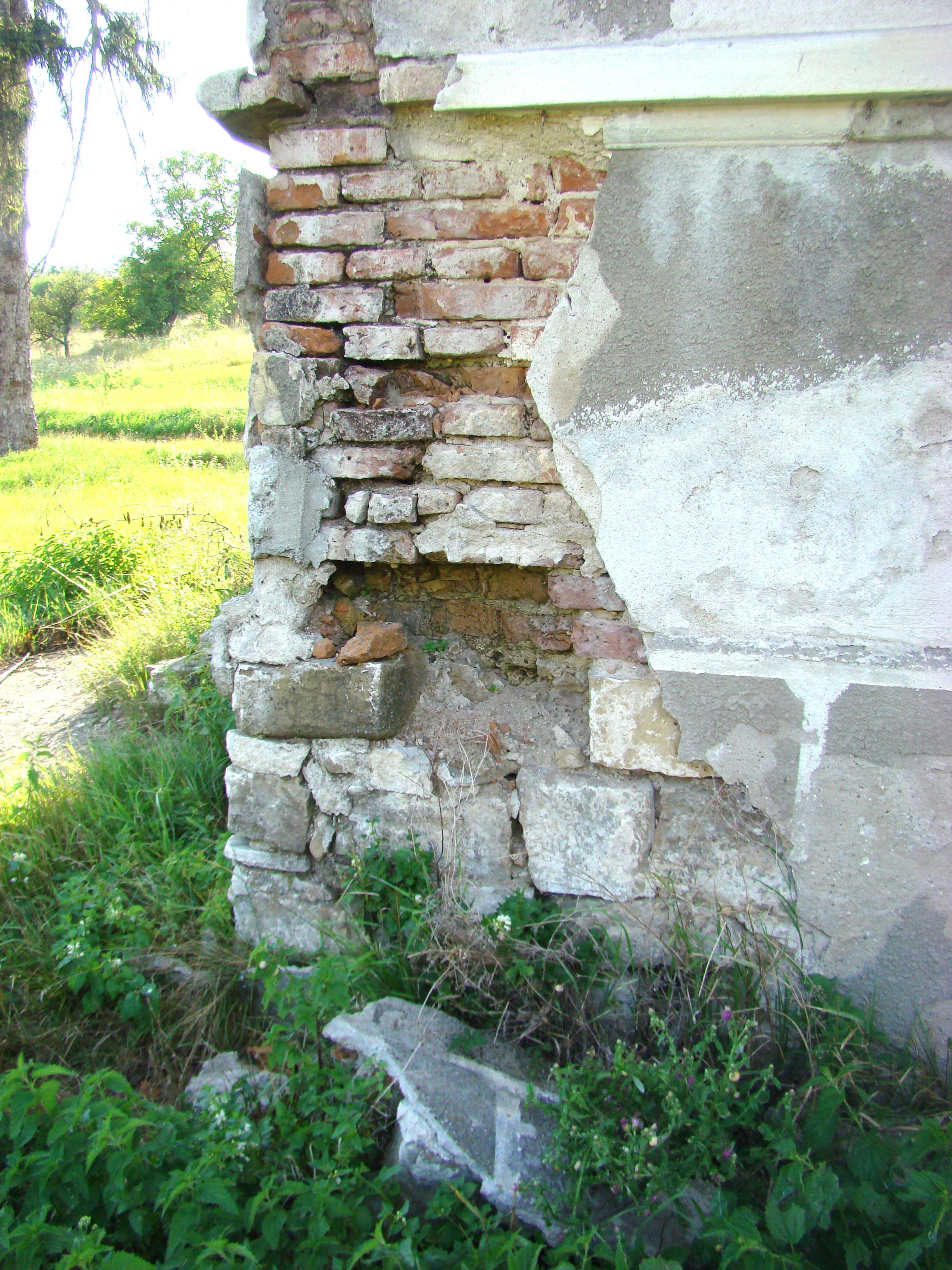
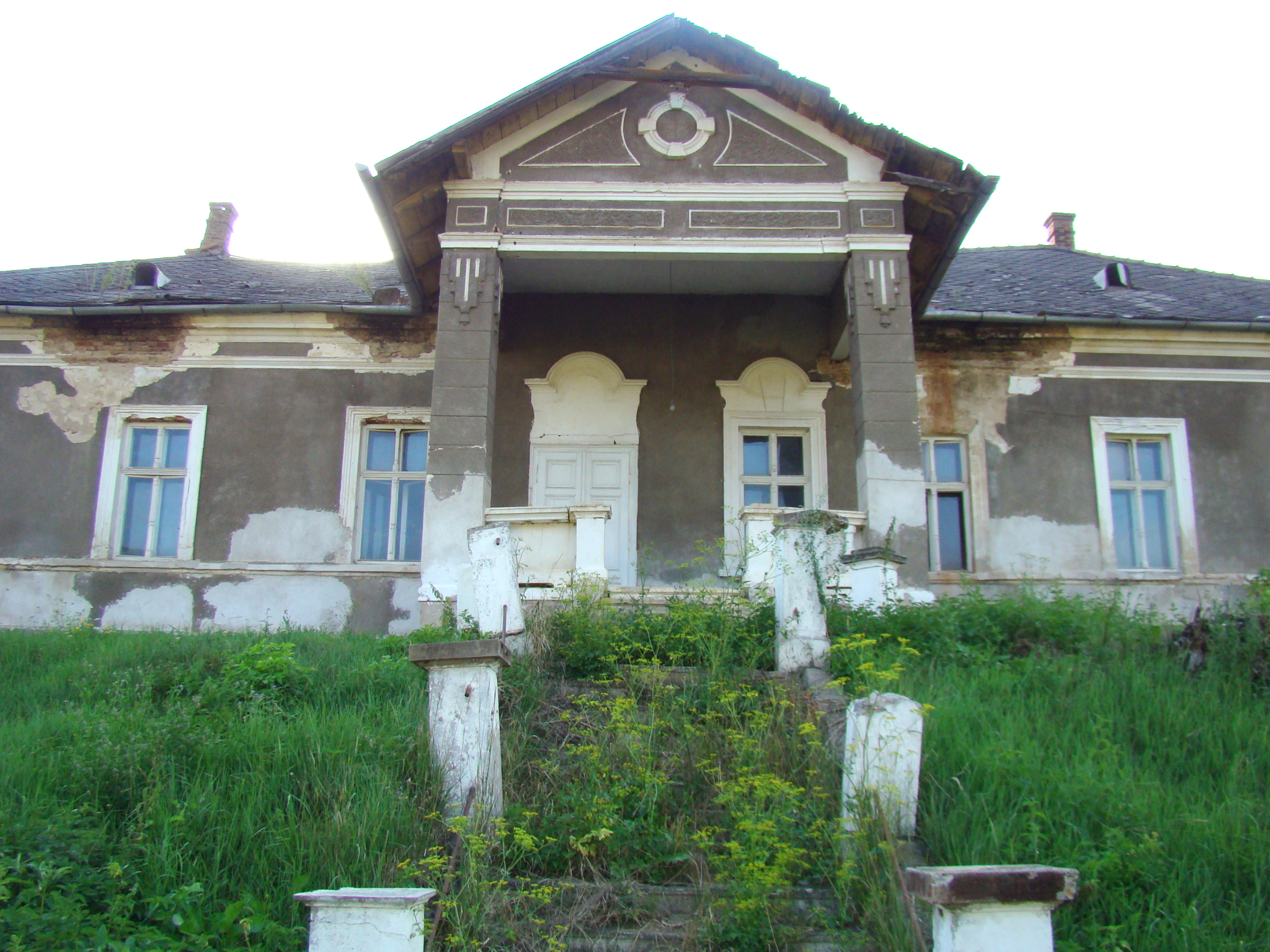
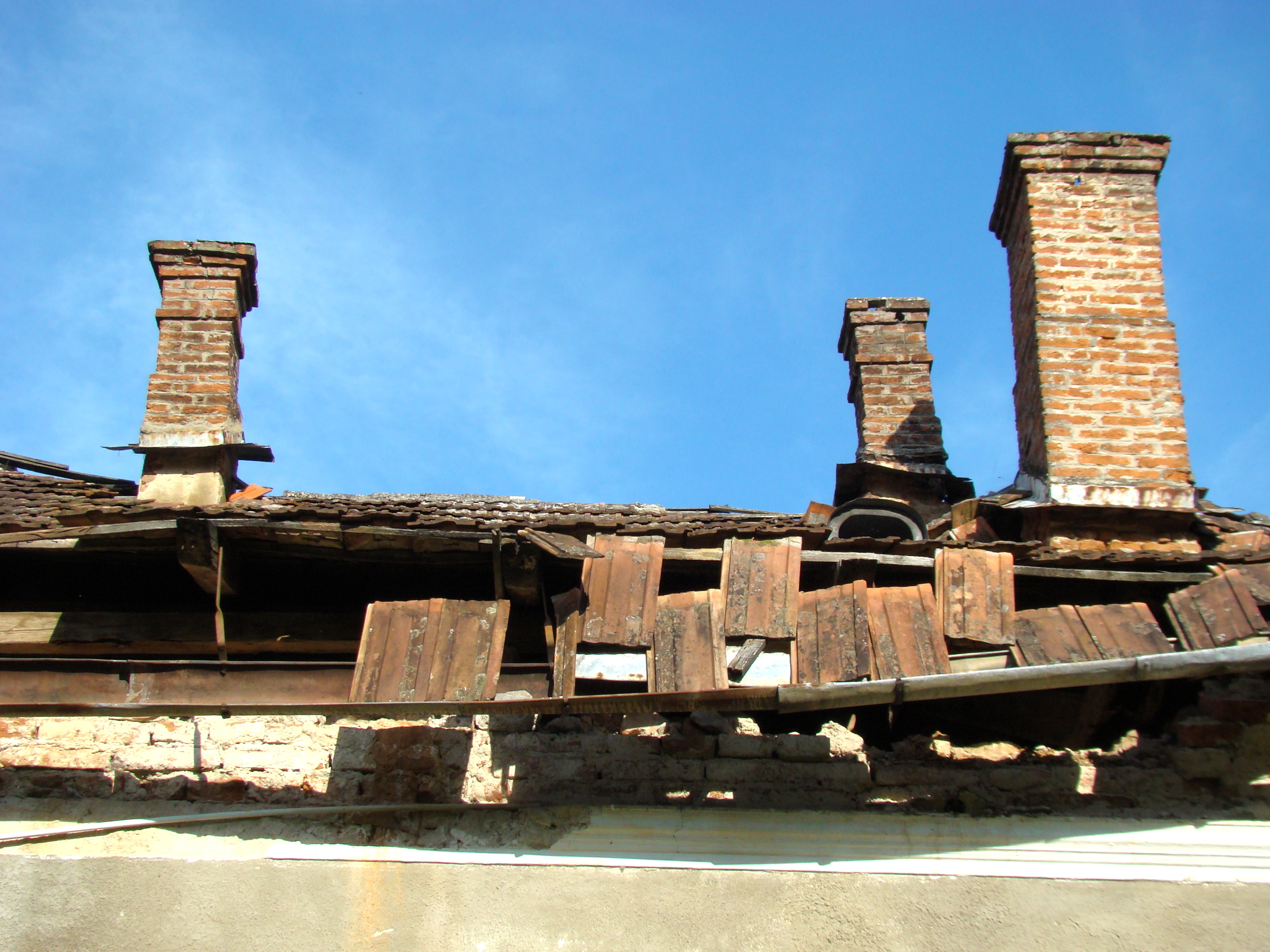
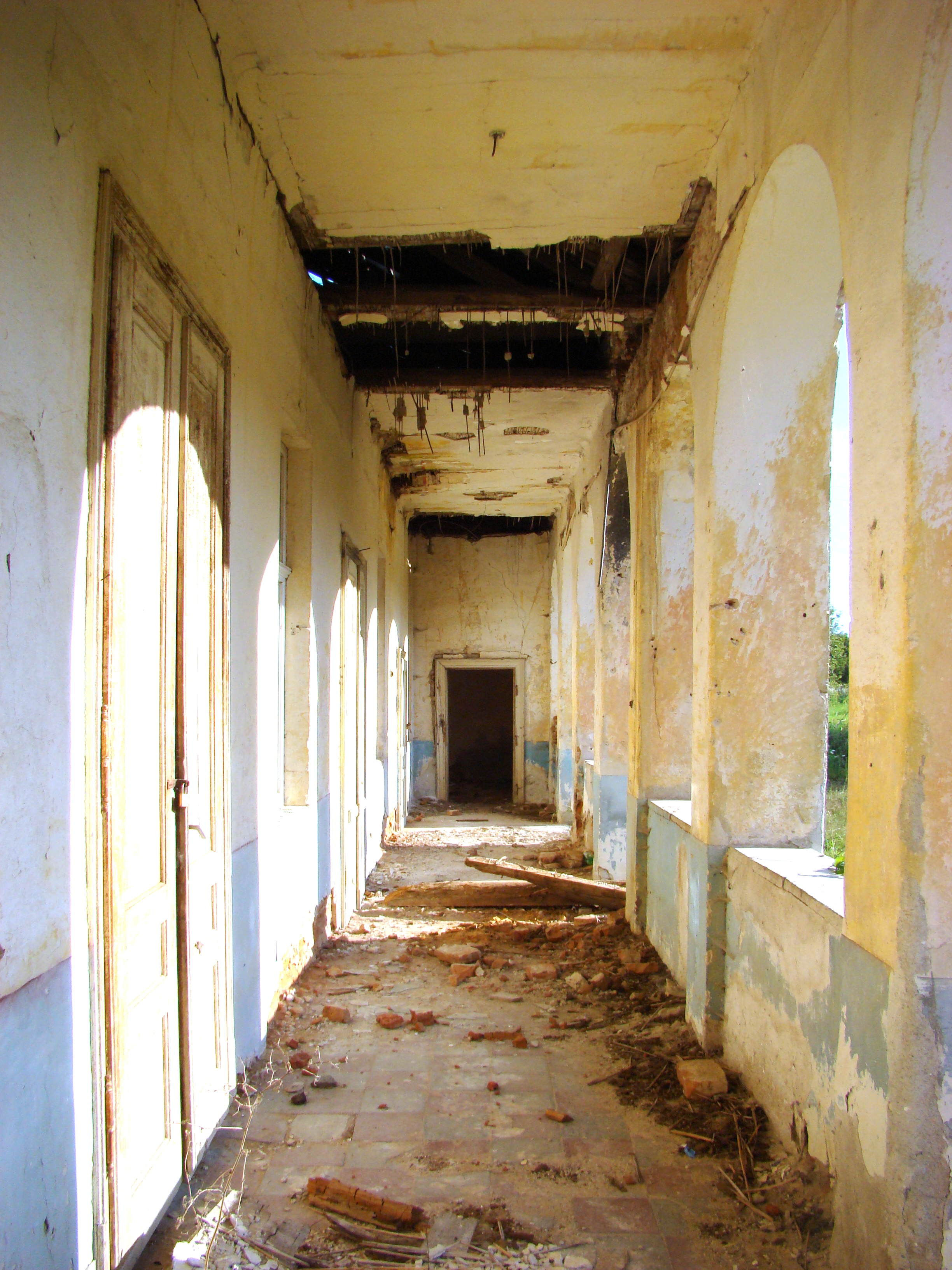
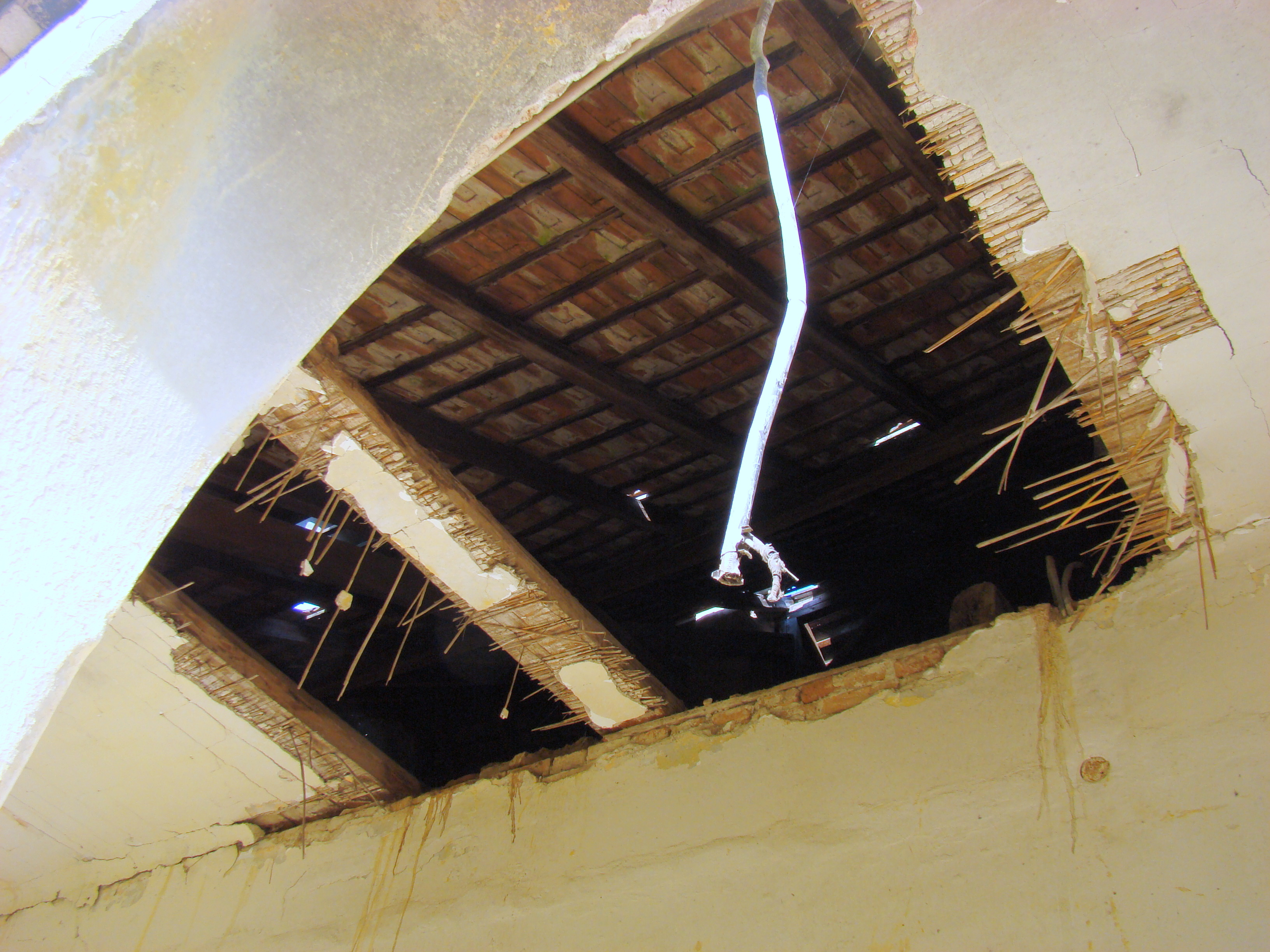
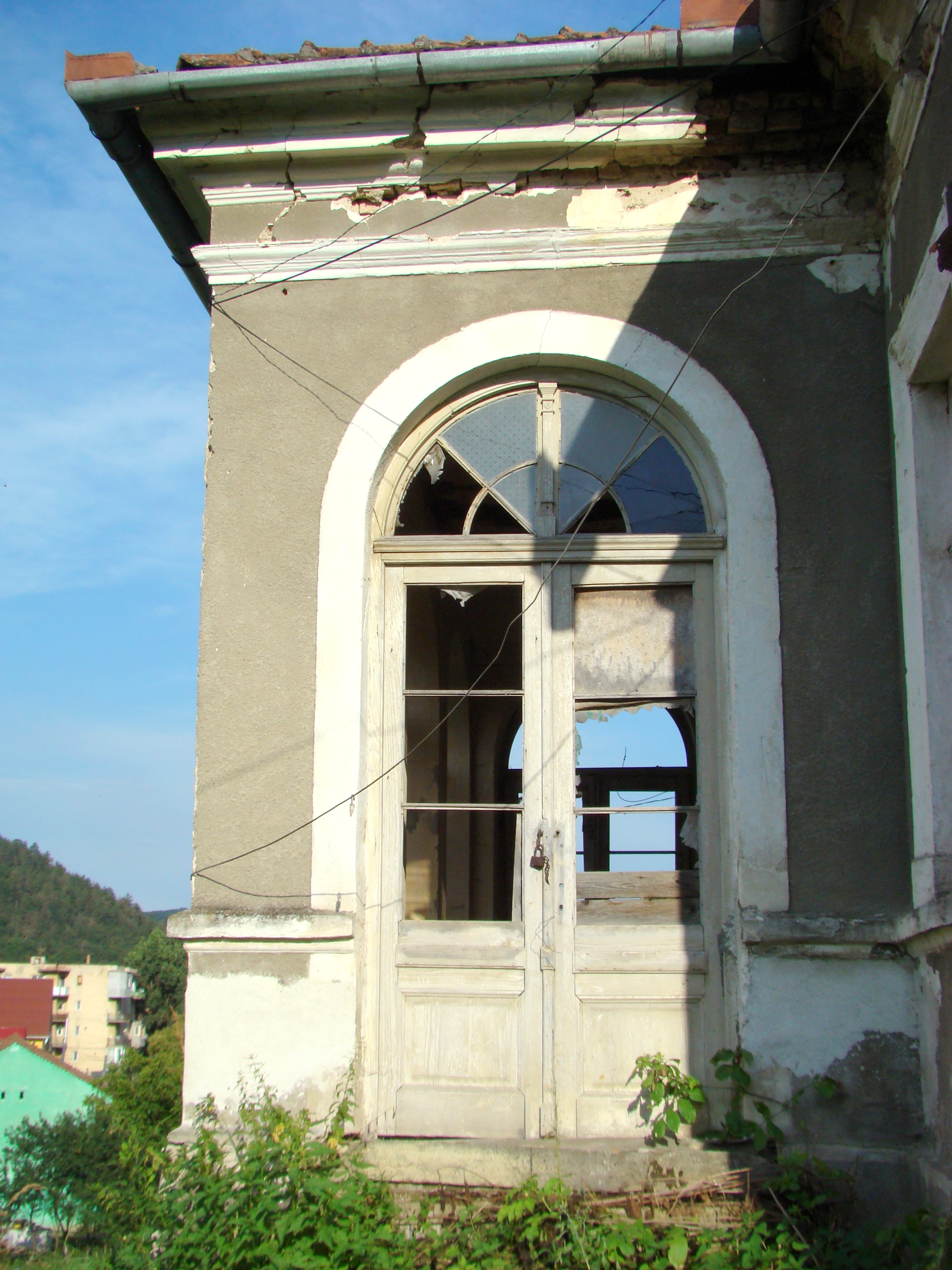
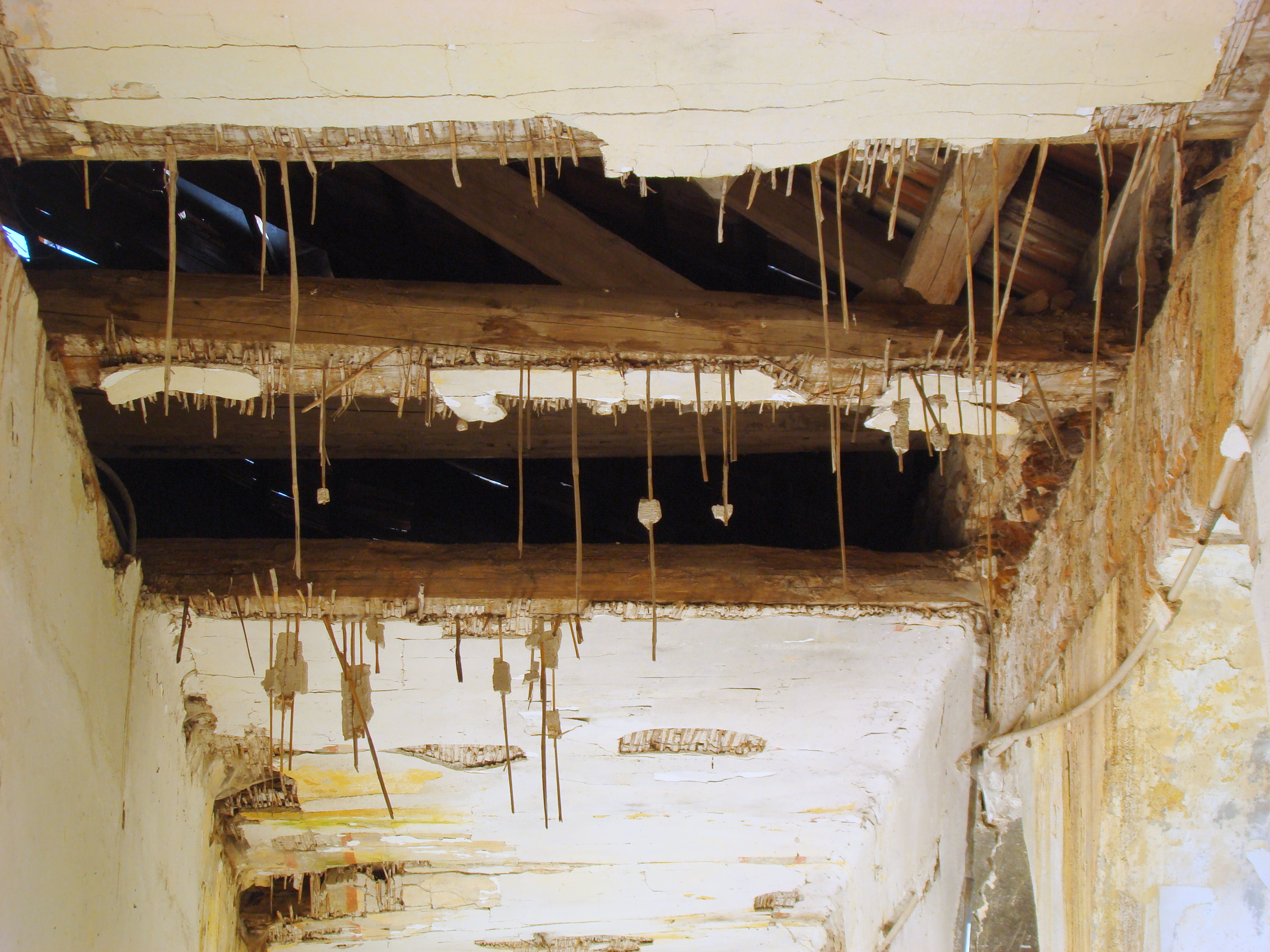
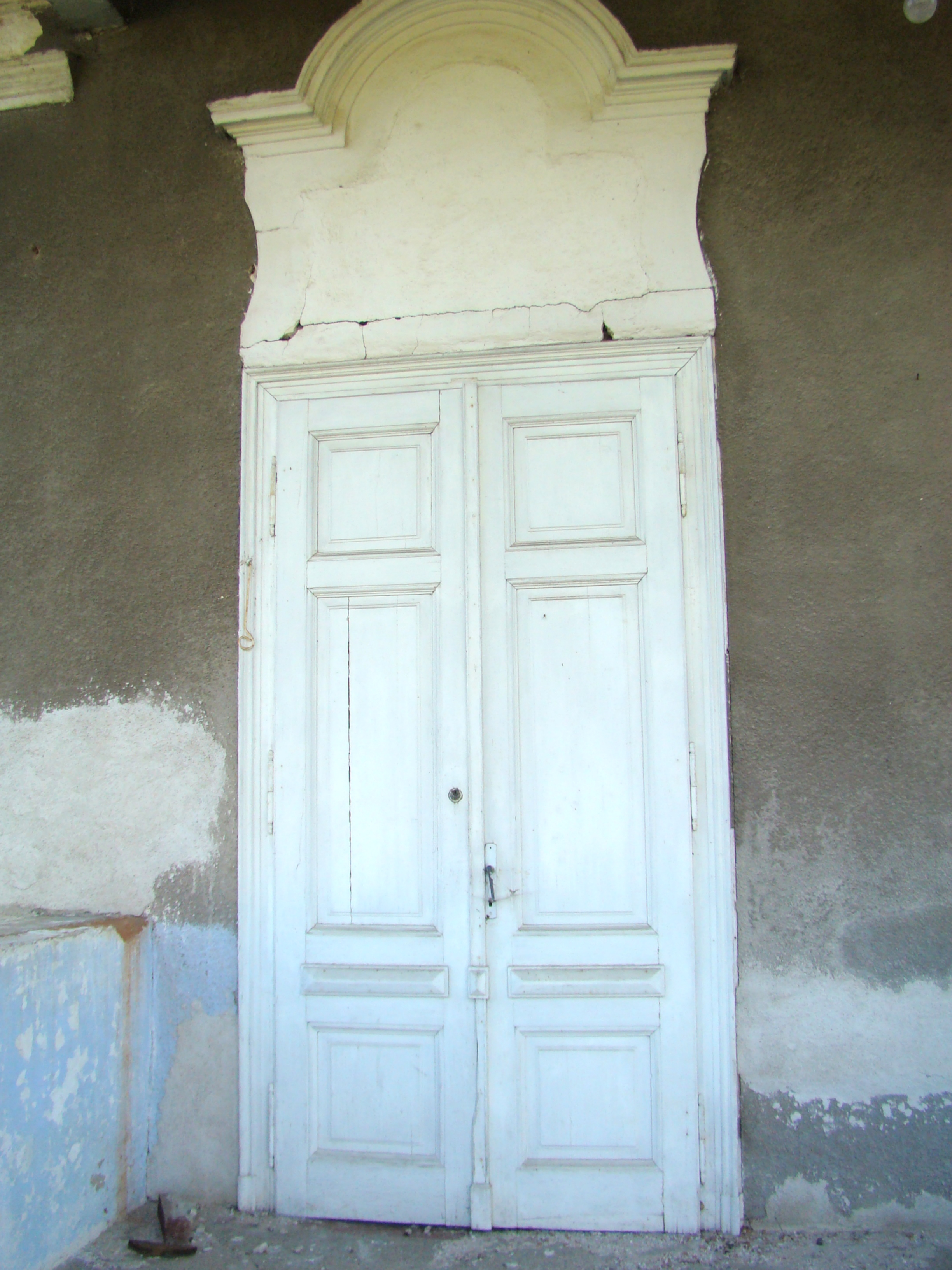
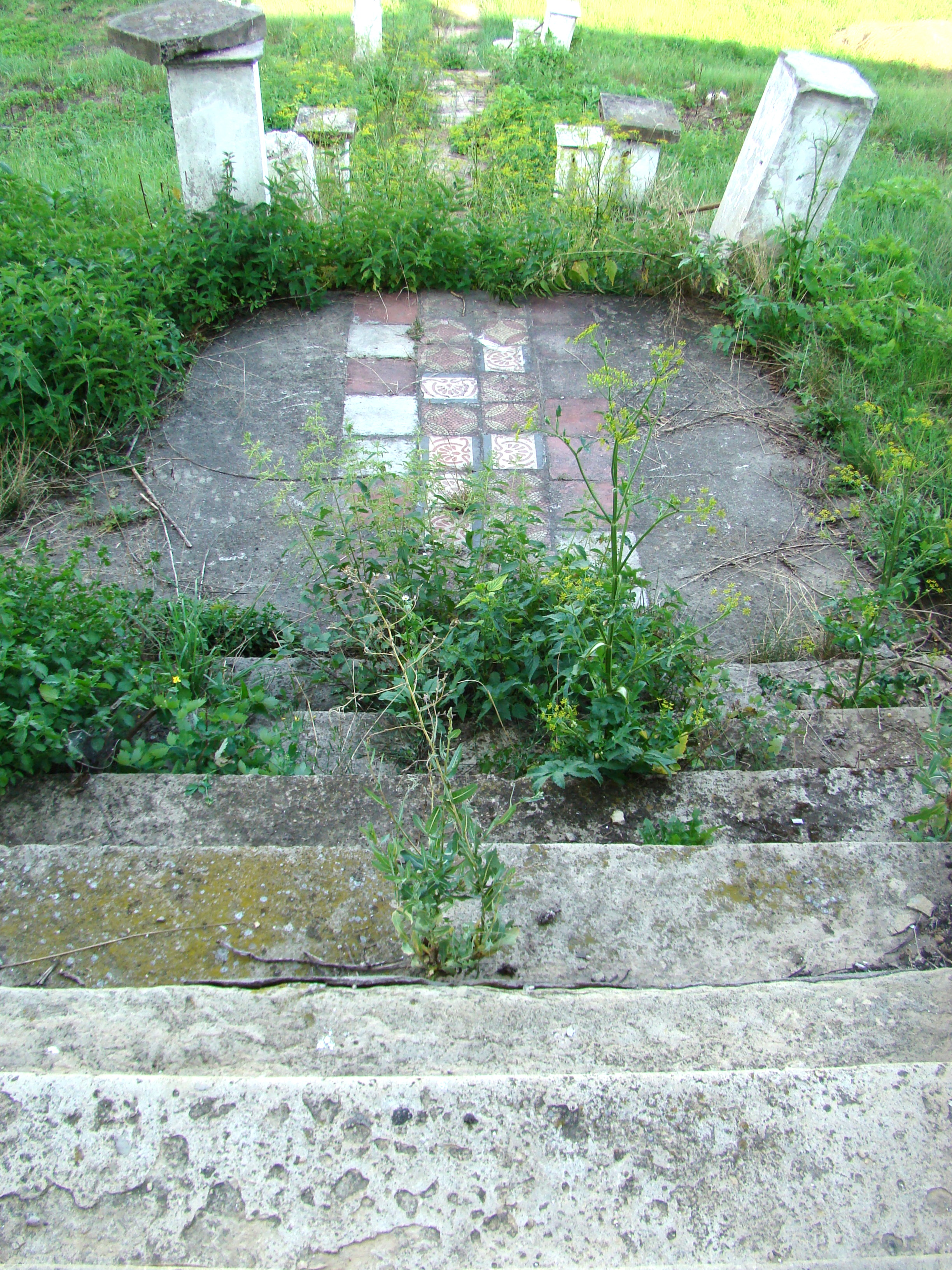
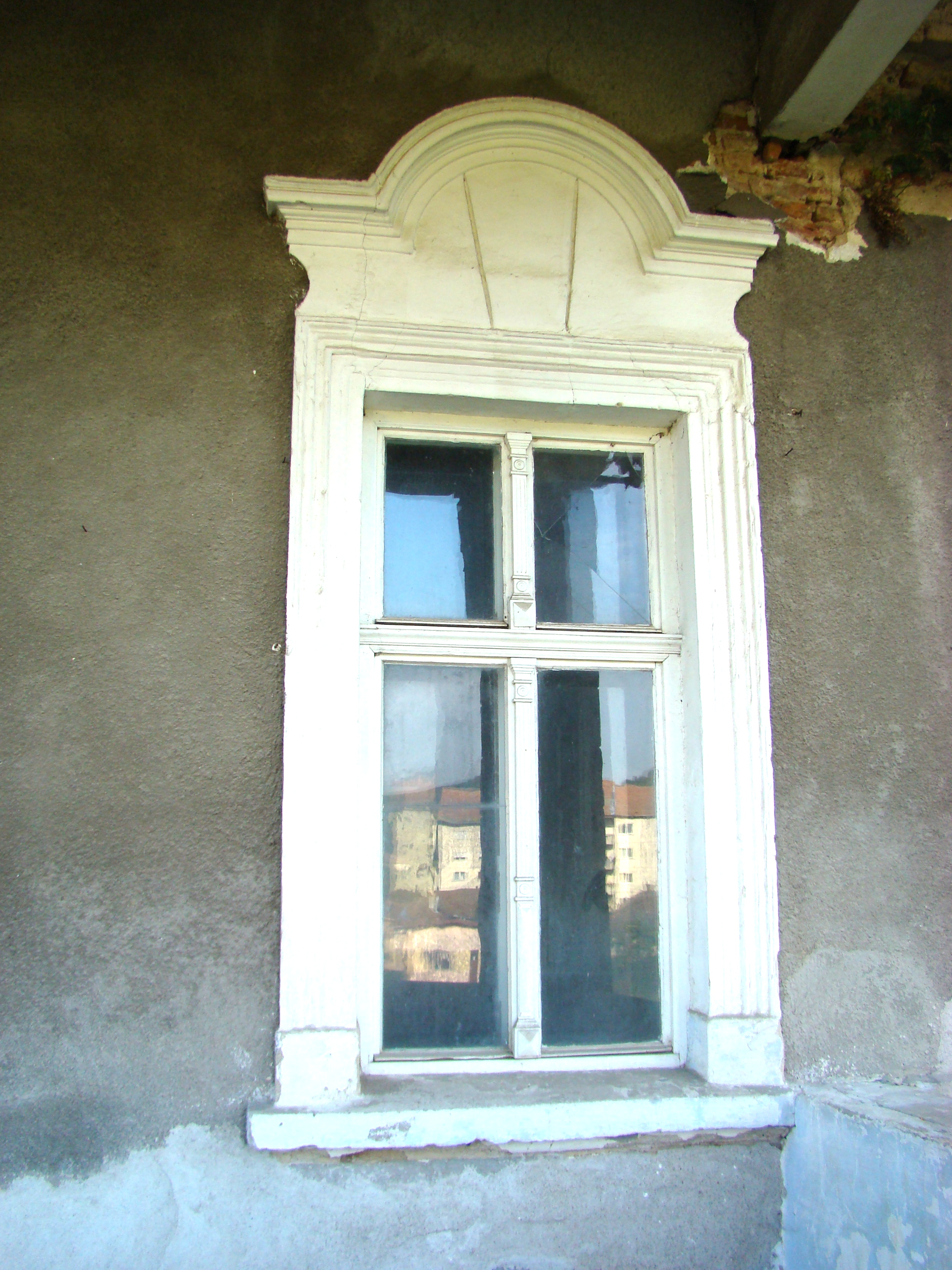
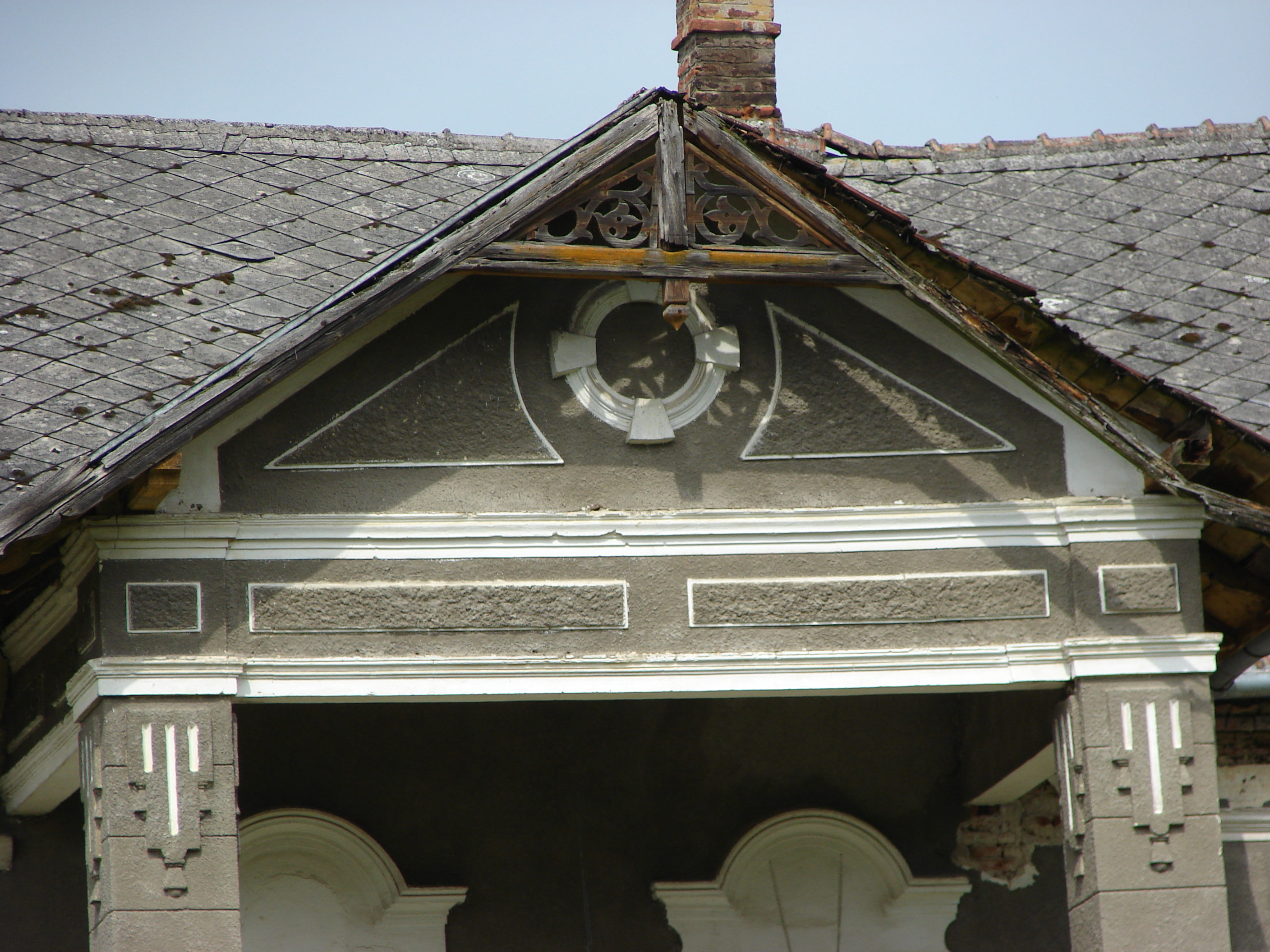
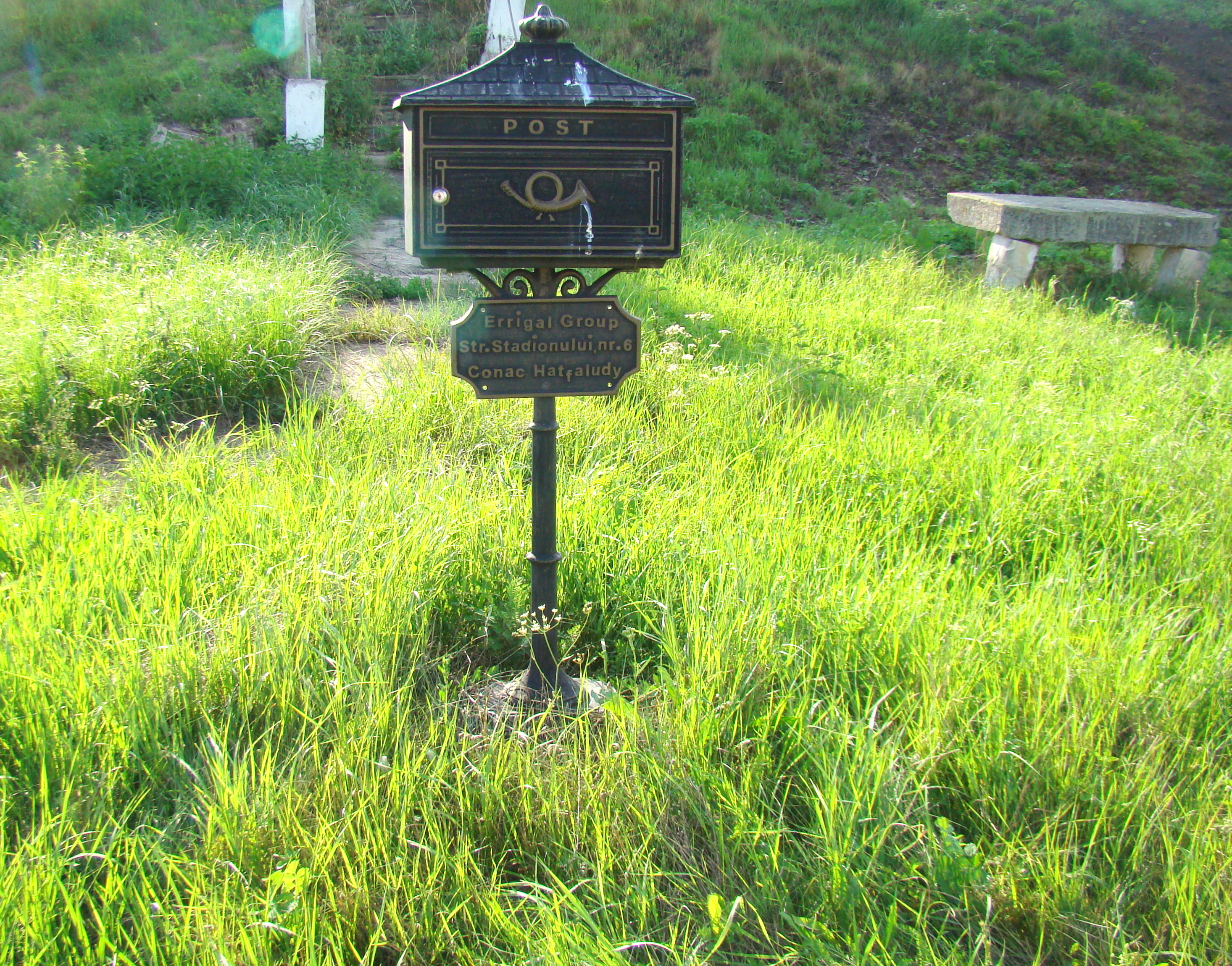

## Casa Hatfaludy (monument istoric,)

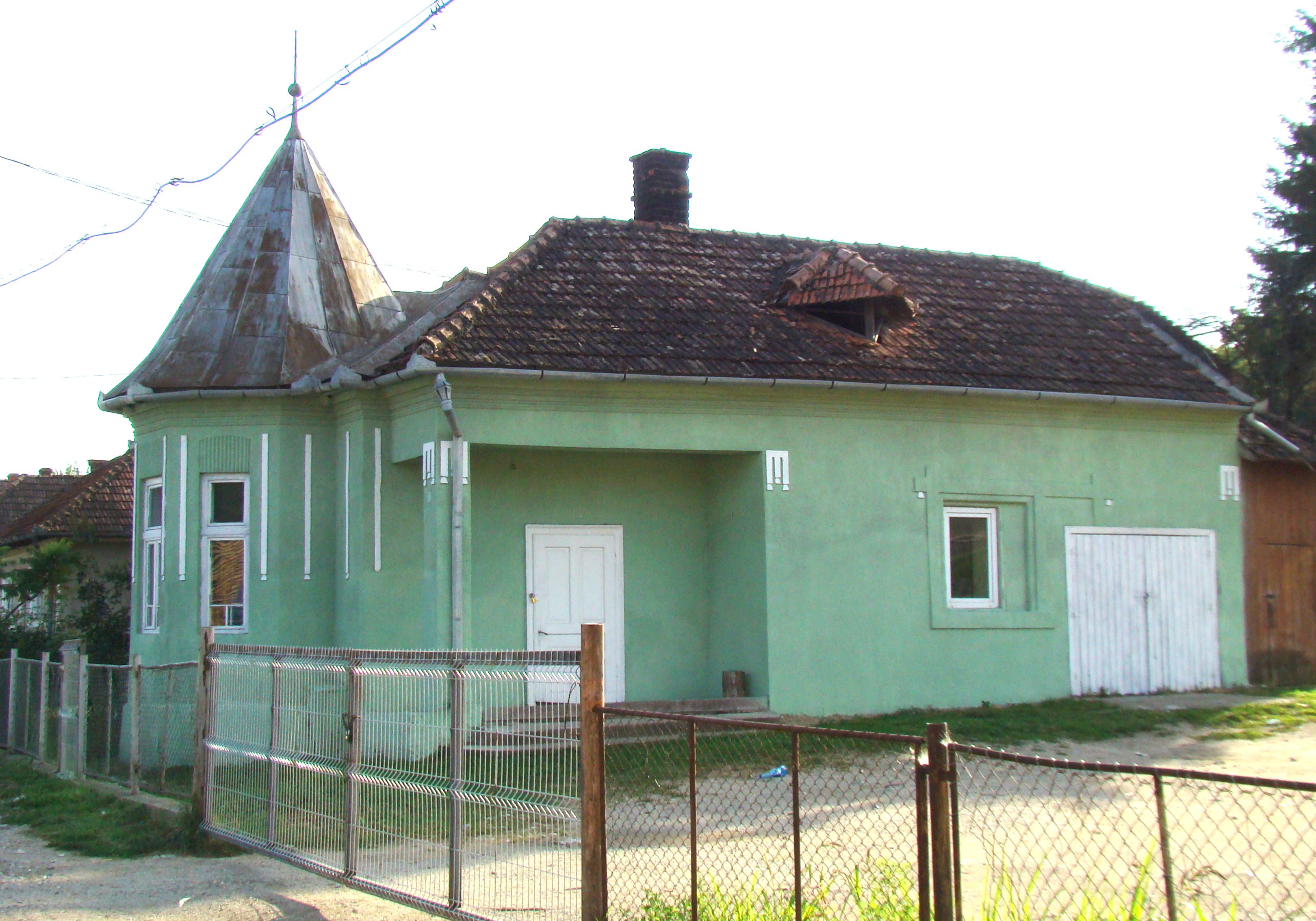
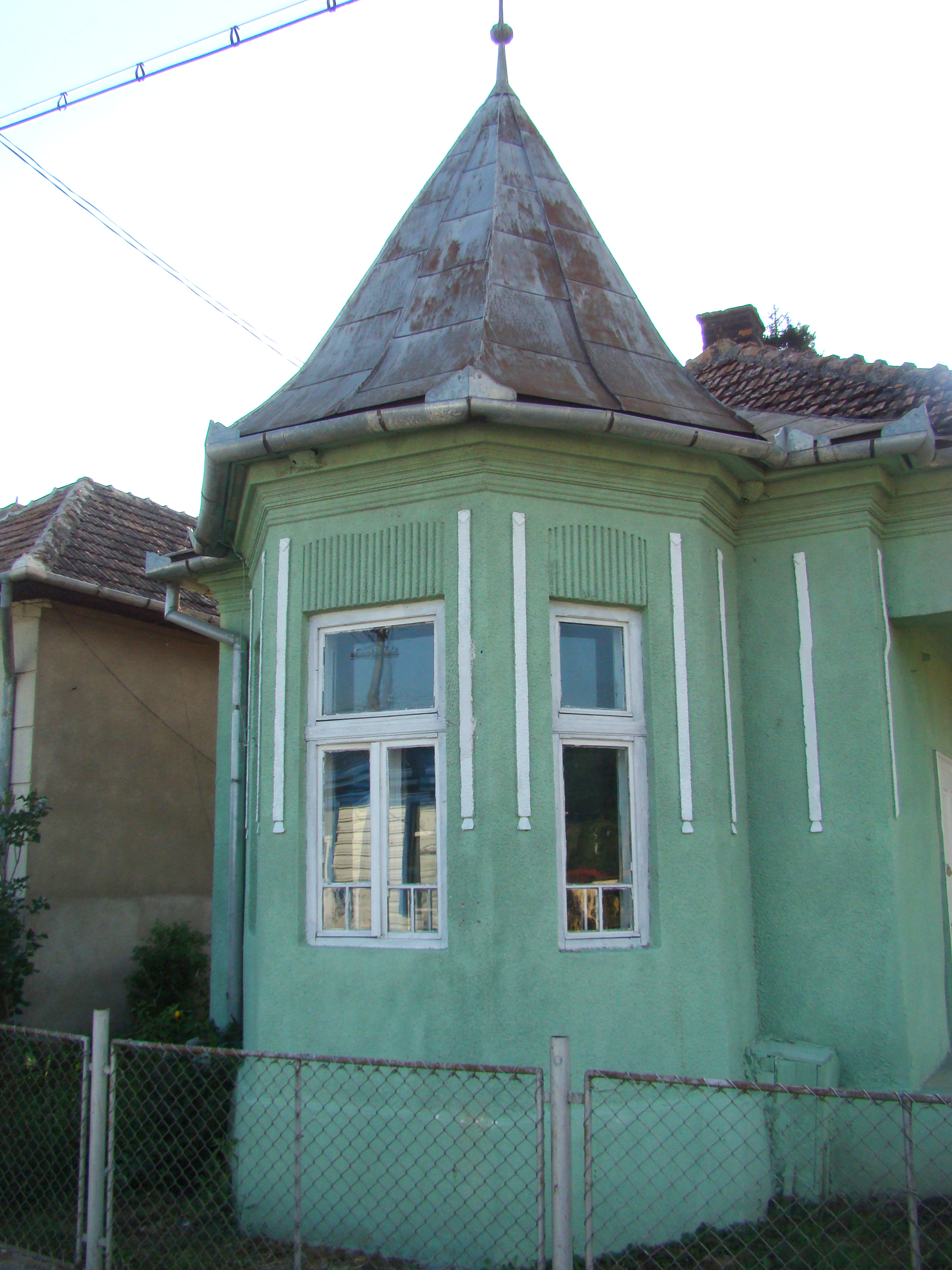
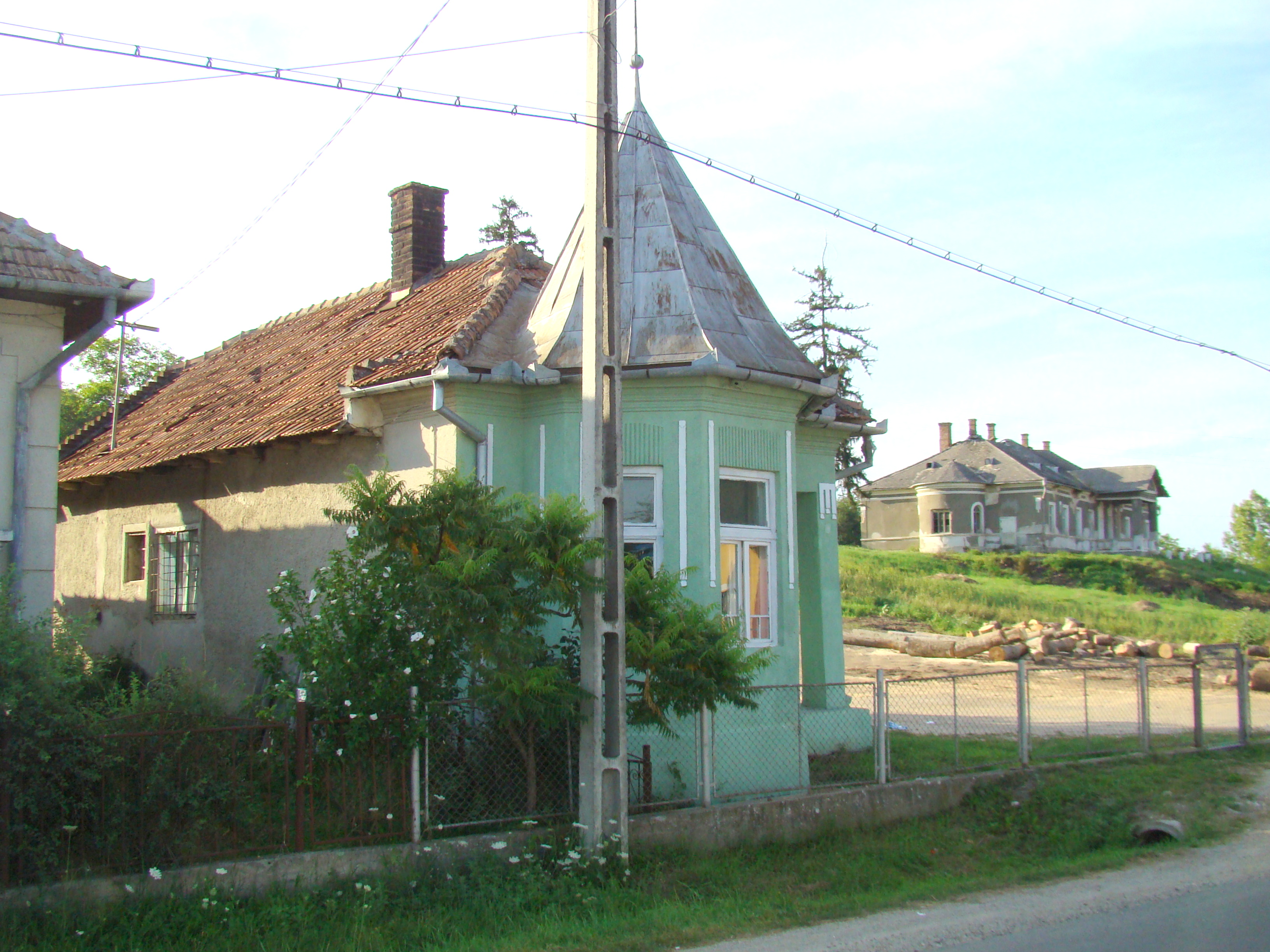
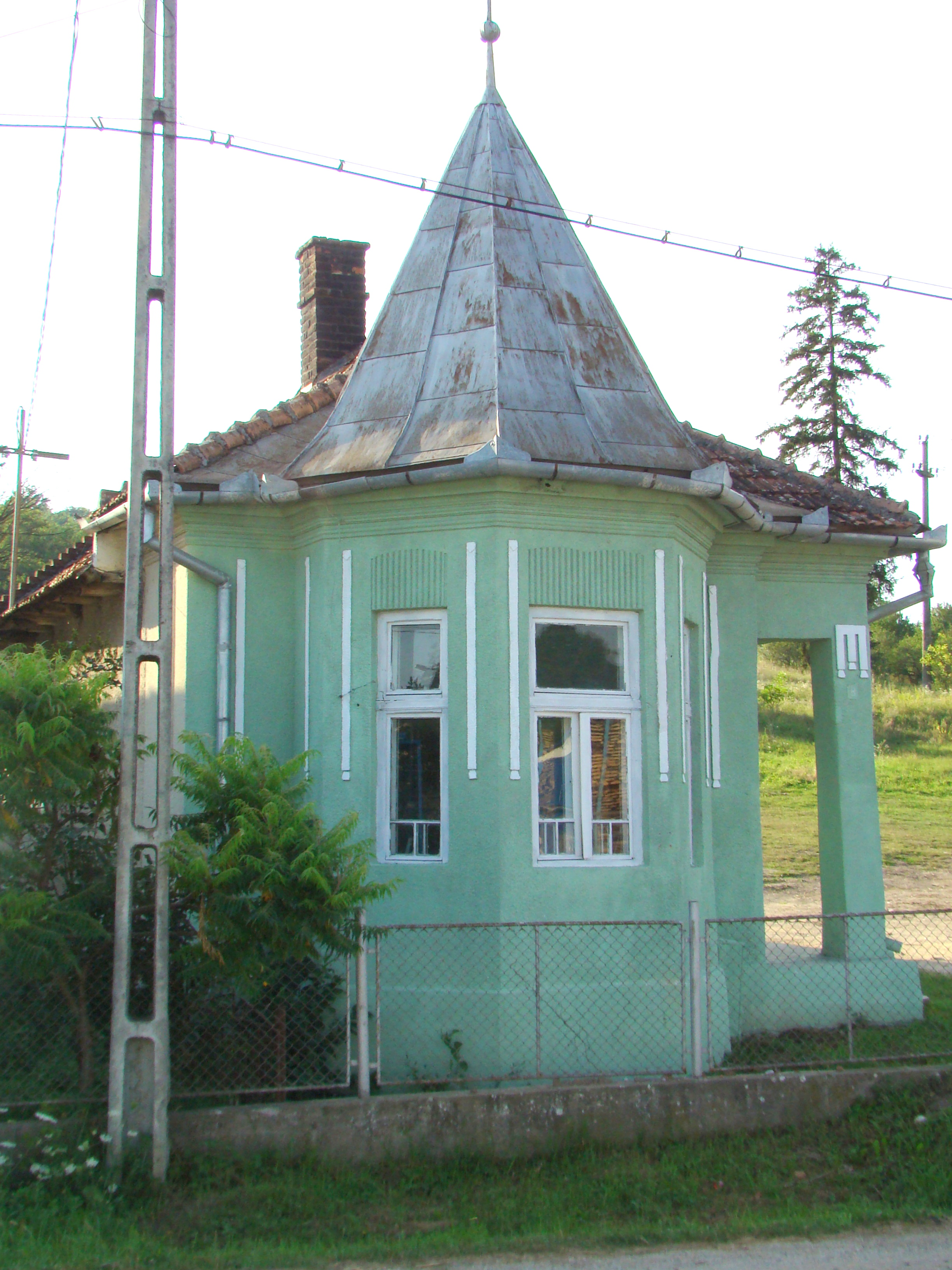